# 幕山
幕山（まくやま）は、神奈川県湯河原町にある山で、箱根火山南東部に位置する寄生火山。山体は大型の火山である箱根山の側火山として約15万年前に形成された溶岩ドームである。標高626メートル。柱状節理の岩壁が山腹を取り囲み、それを歌舞伎の幕に例えたことが名称の由来と言われている。

## 概要
南麓に湯河原梅林（幕山公園）があり、約4,000本の梅が植栽されている。この梅林は1954年（昭和29年）頃から地鍛冶屋地区の有志により、ガケ崩れ対策と将来の観光資源として植えたものである。
山頂まで複数の登山道があり、最短の幕山公園から70分ほどで登頂できる。山頂からは湯河原の街並や真鶴半島、相模湾や相模灘が見える。また、田中澄江の花の百名山の一座に選定されており、タツナミソウが見られる山として紹介されている。
なお、湯河原町都市公園条例に基づき整備されている幕山公園（湯河原町鍛冶屋）とは別に、幕山山麓に整備した梅林等の景観保全などのため湯河原梅林公園条例に基づき湯河原町湯河原梅林公園（湯河原町吉浜）が整備されている。

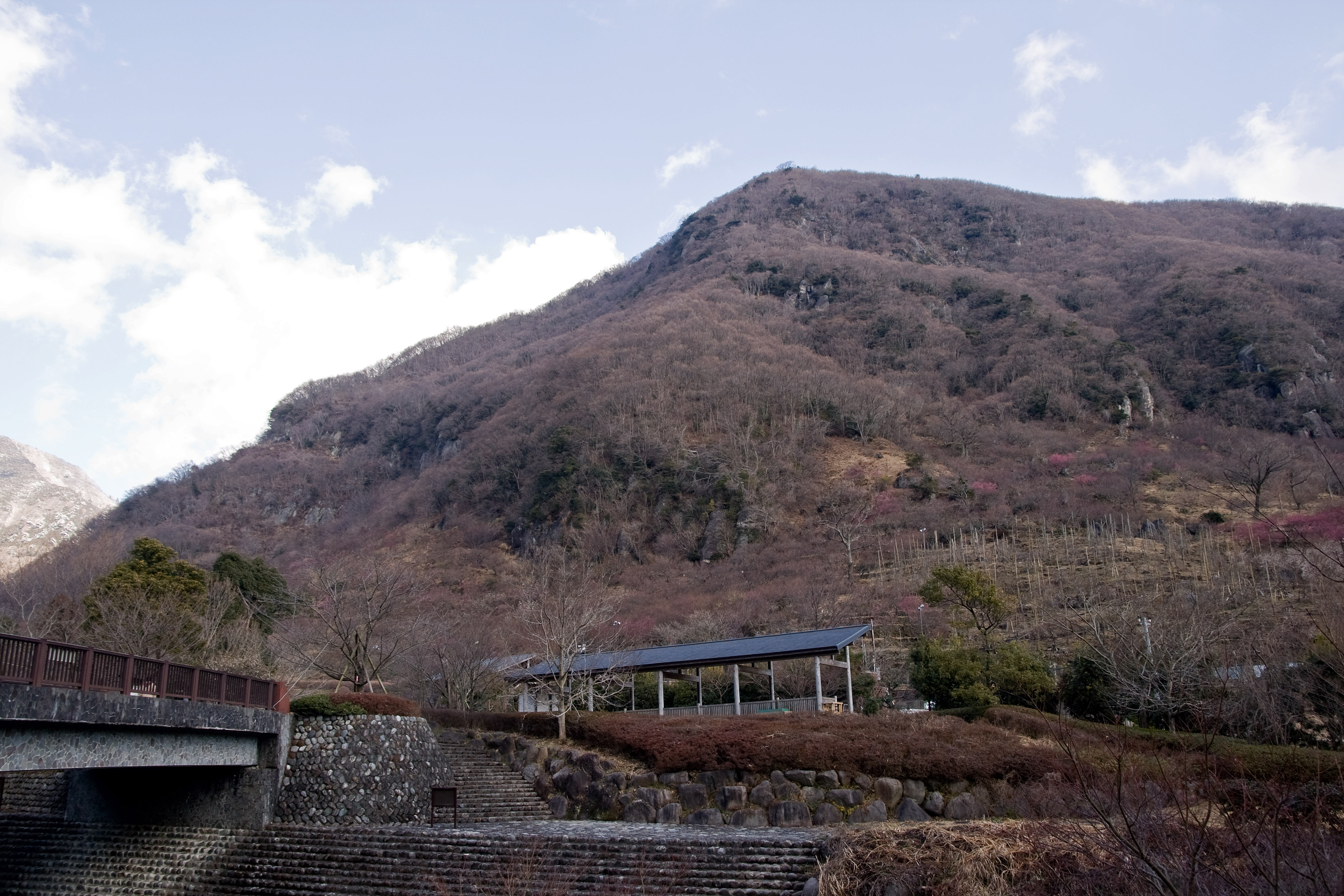
近景
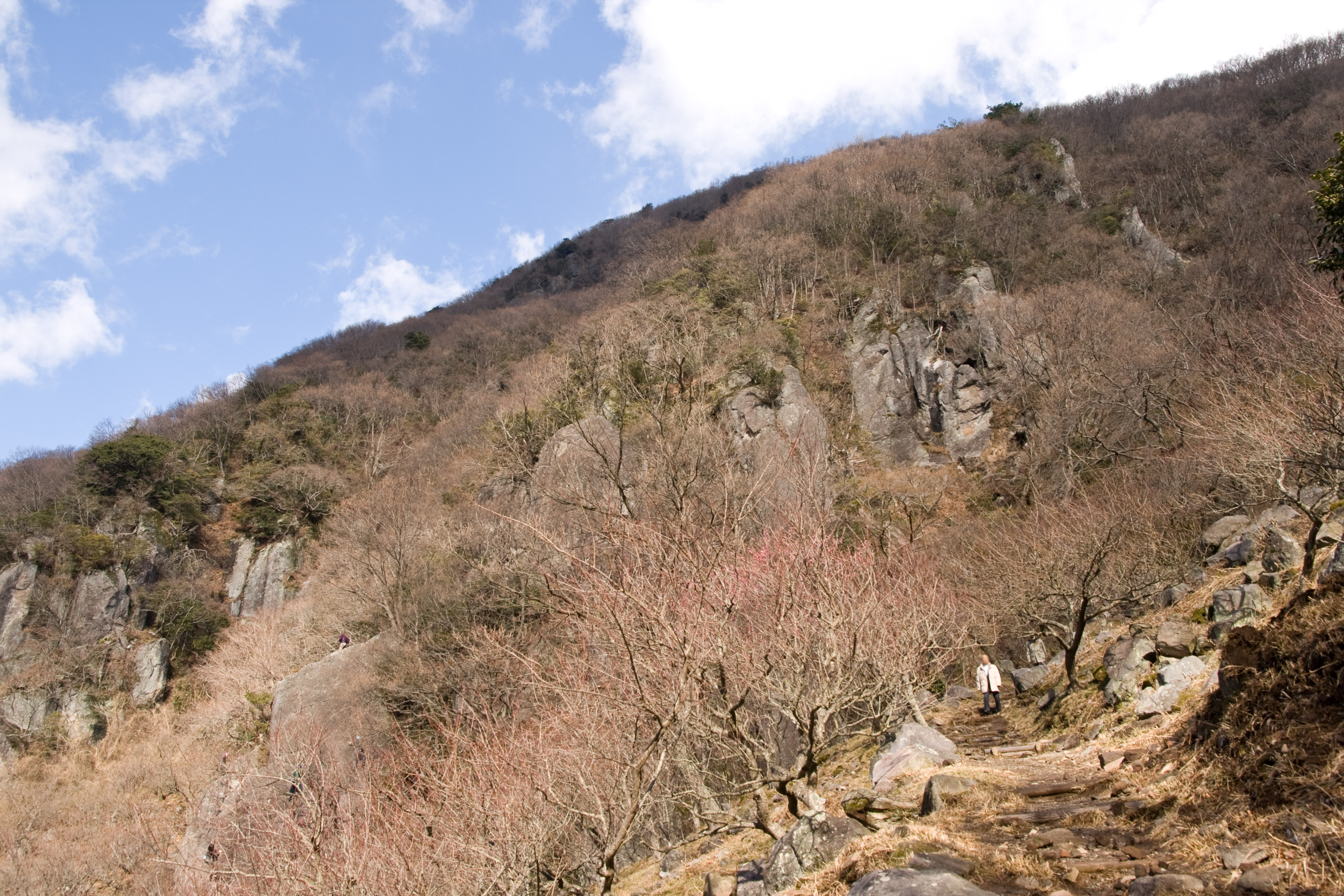
岩場
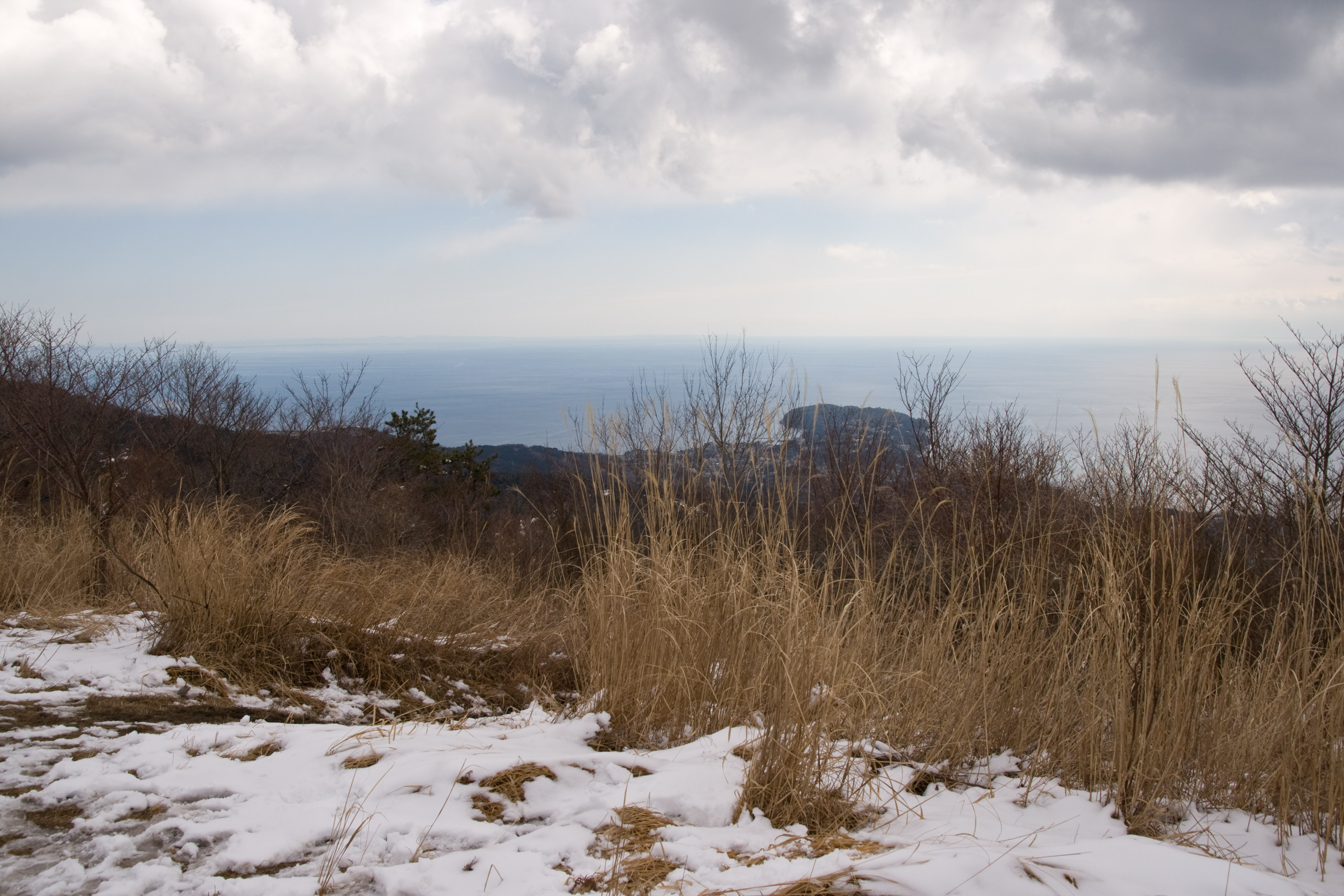
幕山からの眺望
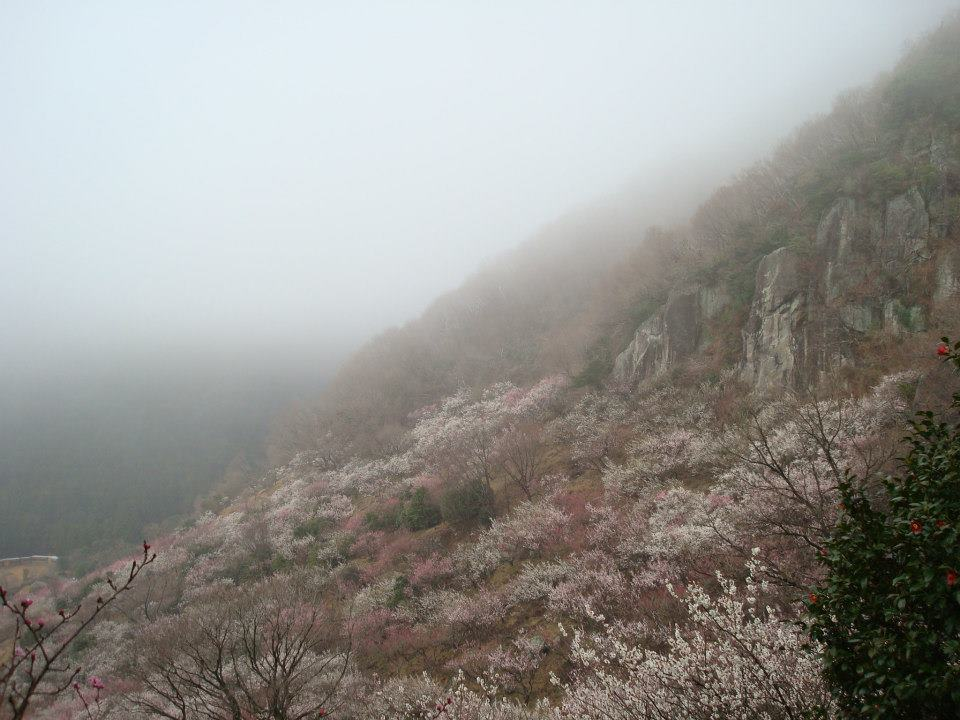
梅林